# Charles Allen Culberson

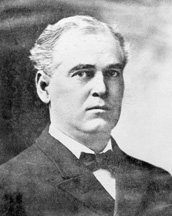
Charles Allen Culberson

Charles Allen Culberson (* 10. Juni 1855 in Dadeville, Alabama; † 19. März 1925 in Washington, D.C.) war ein US-amerikanischer Politiker der Demokratischen Partei, der den Bundesstaat Texas in beiden Kammern des Kongresses vertrat. Außerdem war er 1895 bis 1899 dessen Gouverneur.

## Leben
Im Jahr nach seiner Geburt zog Culbersons Familie von Alabama nach Texas um, wo sie sich zunächst in Gilmer, später dann in Jefferson niederließ. Sein Vater David war politisch aktiv und gehörte von 1874 bis 1897 dem US-Repräsentantenhaus an.
Charles Culberson erhielt seine Ausbildung am Virginia Military Institute, wo er 1874 seinen Abschluss erreichte. Später studierte er Jura an der University of Virginia in Charlottesville. 1877 wurde er in Daingerfield in die Anwaltskammer aufgenommen, woraufhin er in Jefferson als Jurist zu praktizieren begann. 1887 zog Culberson nach Dallas um.

## Politik
Seine politische Laufbahn begann 1890 mit der Wahl zum Attorney General von Texas. Dies blieb er bis 1894, als er seine Kandidatur für das Amt des Gouverneurs von Texas bekanntgab; die Wahl im folgenden Jahr gewann er. Nach zwei zweijährigen Amtszeiten entschied er sich für eine Kandidatur für den US-Senat, in den er nach gewonnener Wahl am 25. Januar 1899 einzog. Nach dreimaliger Wiederwahl verblieb er bis zum 3. März 1923 in Washington; dabei wurde er sogar 1916 von der Bevölkerung im Amt bestätigt, obwohl er aufgrund gesundheitlicher Probleme – Culberson war überdies Alkoholiker – keinen Wahlkampf in Texas betreiben konnte. Während seiner frühen Zeit als Senator gehörte er dem Lodge Committee an, das Rechtsverstöße im Philippinisch-Amerikanischen Krieg untersuchte. Später stand er mehreren Ausschüssen vor, unter anderem von 1913 bis 1919 dem Justizausschuss des Senats.
Auch 1922 trat er noch einmal zur Wahl an, verlor jedoch schon bei der parteiinternen Vorausscheidung gegen Earle Bradford Mayfield, der dann auch die eigentliche Wahl gewann. Culberson musste somit die erste Niederlage seiner politischen Karriere hinnehmen. Ein Grund dafür war offenbar, dass er eine ablehnende Position gegenüber dem Ku-Klux-Klan eingenommen hatte. Charles Culberson ging danach in den Ruhestand und erlag am 19. März 1925 einer Lungenentzündung. Er wurde in Fort Worth beigesetzt.